# Myxozoa

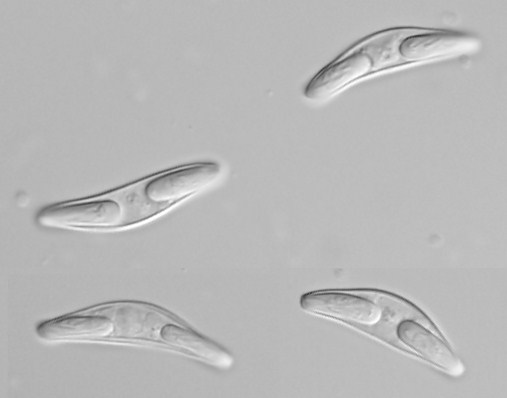
Sphaeromyxa hellandi.

Los mixozoos (Myxozoa, del griego: μυξ, "moco" y ζῷο, "animal") son una clase de animales parásitos microscópicos, con más de 2000 especies, clasificados durante mucho tiempo como protozoos dentro de los esporozoos (con el nombre de Myxosporidia). No obstante, al ir conociéndose detalles sobre su naturaleza, se han clasificado actualmente en una clase de Cnidaria, y se cree que provendrían de animales pluricelulares muy simplificados. Actualmente los mixozoos son animales ameboides unicelulares de esporas pluricelulares.
Muchos mixozoos tiene un ciclo de doble hospedador en el que a una fase en un pez sucedería una fase en un anélido o briozoo. La parasitación ocurre por esporas con válvulas que contendrían uno o dos esporoblastos y una o dos cápsulas con filamentos que anclarían la espora al hospedador. Se liberarían unos esporoblatos móviles ameboides (amébulas) que penetrarían en los tejidos del organismo anfitrión desarrollándose como uno o varios plasmodios, algunos núcleos después se aparejarían (uno se tragaría otro) para formar nuevas esporas.

## Filogenia
En estructura y apariencia, las cápsulas polares se parecen a los cnidocitos de los cnidarios. Por eso, muchos biólogos los consideran cnidarios que habrían simplificado su estructura como adaptación al parasitismo; de hecho se han llegado a encontrar ciertas conexiones genéticas con Polypodium, un cnidario parásito del esturión, de posición incierta.
Recientes estudios filogenéticos con ARN ribosómico 18S indica que algunas de las especies de ese grupo pertenecen realmente al orden Trachylina de la clase Hydrozoa (Cnidaria).
Monteiro et al., en base al estudio de genes homeobox de Buddenbrockia proponen, empero, un origen de los mixozoos a partir de bilaterales (Bilateria). Buddenbrockia es un parásito vermiforme de briozoos, de más de 2 mm de longitud, que tiene cápsulas polares parecidas a mixozoos, pero un cuerpo con simetría bilateral, lo que podría suponer el eslabón perdido entre los mixozoos y sus ancestros pluricelulares.
Los taxónomos proponen ahora el subgrupo Actinosporea como una fase del ciclo de Myxosporea.
En 2015 un estudio reveló que los mixozoos son en realidad cnidarios extremadamente reducidos en tamaños y con un genoma simplificado.

## Especies
Algunas especies de mixozoos son:
- Subclase Malacosporea
  - Buddenbrockia plumatellae
  - Tetracapsuloides bryosalmonae - un parásito importante del salmón.
- Subclase Myxosporea
  - Myxobolus cerebralis - un parásito importante del salmón y la trucha.

Myxobolus Lentisuturalis
 

Mixobolus lentisuturalis, fue descrito por primera por Dyková (2002) como un mixozoo que infecta lo 

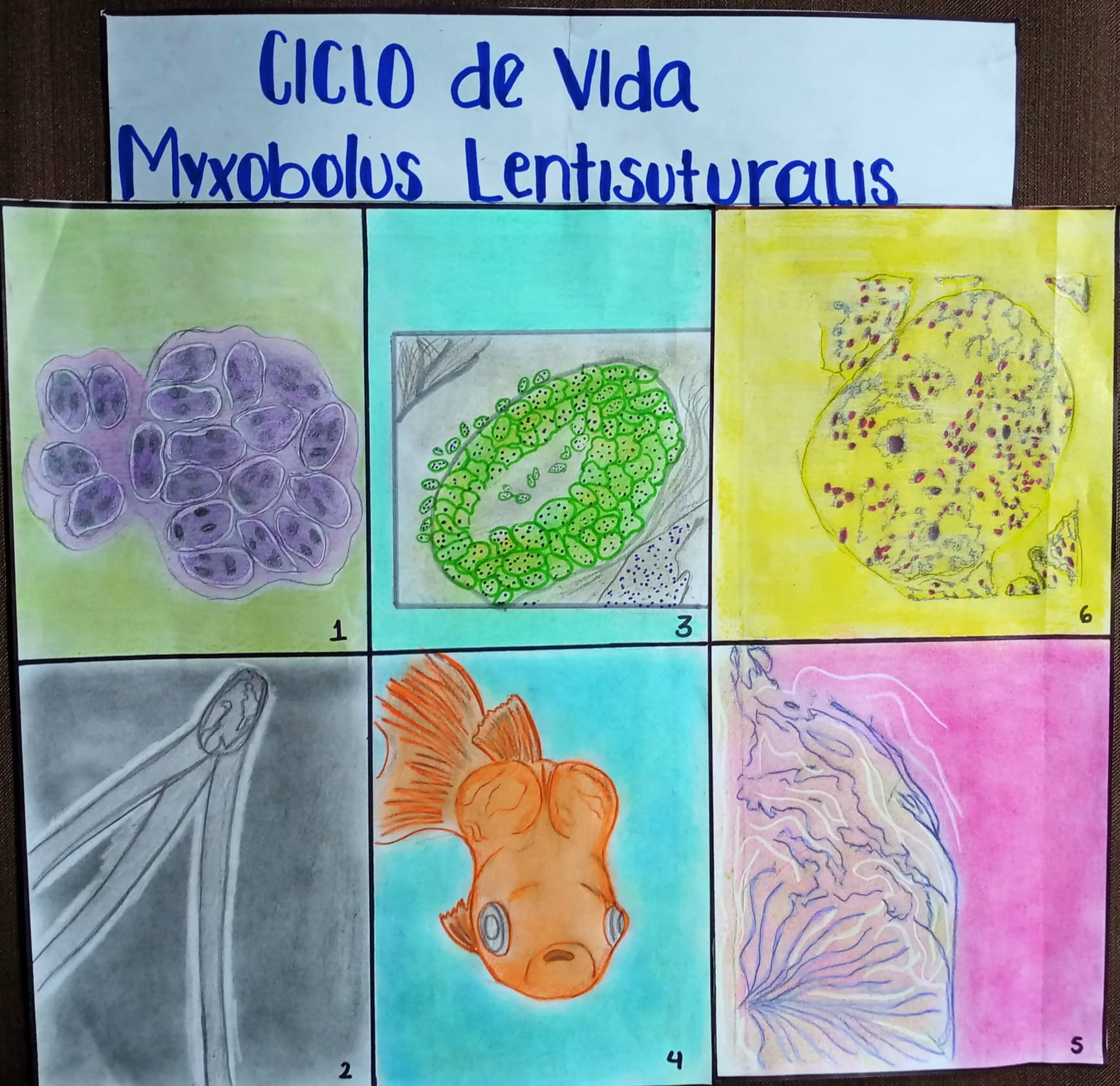
Ciclo de vida de Myxobolus Lentisuturalis Figu. 1 Mixosporas de vista frontal; contraste de fase Figura 2: Actinospora tipo Raabeia; montura fresca Figura 3: Sección transversal a través del intestino de un B. Sowerbvi infectado. Pansporocistos en el epitelio intestinal Figura 4: Pez infectado por Mixobolus lentisuturalis ya que se puede notar en las jorobas dorsolaterales Figura 5: Sección transversal a través del músculo epaxial dorsal del pez infectado por Mixobolus Lentisuturalis, fibras naturales que contienen esporas. Figura 6: Mayor aumento de la misma Pseudoquiste lleno de Mixobolus lentisuturalis